# شكل الفضيلة
شكل الفضيلة، أو «شكل الخير الاسمى»، أو «الافعال الجميلة» هو مصطلح اطلقه افلاطون على لسان أرسطو في كتابه «الجمهورية» ليصف نوع من حالة ادراكيه ضرورية لادراك المعرفة الحقة. قدم أفلاطون العديد من النماذج الشكلية في أعماله، ولكنه حدد الفضيلة كشكل فائق اساسي لموضوح، ولكن بمجرد أن يدرك الإنسان الفضيلة، تصبح كل الاشكال الأخرى واضحة ومفهومه.

## التسمية
استعمل افلاطون كلمة (ἡ τοῦ ἀγαθοῦ ἰδέα) والتي تعني: «الفكرة الصحيحة». لكن في ادبيات أرسطو افلاطون الغربية، ترجم المصطلح إلى "form of good" والتي ترجمة إلى العربية بطرق مختلفة بحسب اهواء الكاتب منها: إلى «نوع الفضيلة» و «شكل الفضيلة». اما ترجمة غوغل فتترجمها إلى «نوع الجيد» وهي اضعف الترجمات. اما عبد الرحمن بدوي، فاستعمل مصطلح «الخير الاسمى» عندما تناول موضوع افلاطون في كتابه «موسوعة الفلسفة». اما الفارابي، فاشار ايها بمصطلح «الافعال الجميلة».

## الاستعمالات في كتاب الجمهورية
ظهرت أول الإشارات للفضيلة في كتاب الجمهورية من خلال المحادثة بين جلوكن و سقراط عند محاولة الإجابة على الأسئلة الصعبة المتعلقة بتعريف العدالة. اذ قال أفلاطون "لا ينبغي أن نقدم كل أشكال الاختلاف والتشابه في الطبيعة،  بدلا من ذلك يجب أن نركز على شكل واحد من أشكال التشابه والاختلاف المتعلقة بطرقة معينة من الحياة، وهذا هو شكل الفضيلة. هذا النموذج هو الأساس لفهم جميع الأشكال الأخرى، وهو ما يتيح لنا أن نفهم كل شيء آخر." من خلال الحوار بين سقراط وجلوكن اتخذ أفلاطون الشمس كمقياس يوضح الأمر اذ انها شكل جيد يسمح لنا أن نرى الأشياء. هنا، وصف أفلاطون كيف ان الشمس تسمح بوضوح رؤية البصر. لكنه ركز انه من المهم جدا التفريق ان الشمس ليست هي البصر وإنما الشمس هي مسبب للبصر. فكما ان الشمس هي سبب وضوح البصر، الفضيلة هي سبب وضوح ملكة التفكر. "فالفضيلة توضح حقيقة الامور وتعطي القدرة على ادراك العارف" أو العليم. فالفضيلة ليست سبب المعرفة والحقيقة فقط، بل هي أيضا هدف المعرفة".
وضّح أفلاطون كيفية عمل الفضيلة لتوضيح المسائل الصعبة مثل مفهوم العدالة. اعترف افلاطون ان المعرفة والحقيقة ضروريتين، لكن: «للفضيلة اهمية قصوة أكثر». ويشرح مستفيضا: «بان الفضيلة ليست شيئا مكنونا، بل هي اعظم واعلى قيمة وقدرة اذ انها توفر المعرفة والحقيقة».

## نقد الفكرة
واجهة فضيلة أفلاطون العديد من الانتقادات. ففضيلة أفلاطون لا تصف الأشياء الفاضلة الموجودة في العالم المادي، وبالتالي تفتقر إلى الترابط مع الواقع. ولأن شكل الفضيلة الافلطونية تفتقر إلى ادوات تدرب على اتقانها، وعلى طرق ارشادية تسمح لفرد أن يصبح فضيلا، لا يمكن تطبيقها على الأخلاقيات الإنسانية اذ لا يوجد طريقة يمكن اتابعها للوصول إلى الصلاح. يعترف افلاطون ان الفضيلة هي فكرة نظرية مراوغة ولذا يجب قبولها كفرضية بدلا من انتقاد ضعفها. وفقا لسقراط في الجمهوريةالطريقة الوحيدة لقبول أي فرضية هو دحض كل الاعتراضات ضدها.  واي شيء خلاف ذلك يؤدي إلى نتائج عكسية في عملية التأمل.
ربط أرسطو، كما قام غيره من العلماء، شكل الفضيلة كفكرة مرادفة لفكرة الواحد وذلك لاعطائها تطبيقات مادية واقعية فلقد ادعى أفلاطون بأن الفضيلة هي أعلى الاشكال، وبأن جميع الكائنات تطمح إلى أن تصبح فاضلة جيدة. وبما ان أفلاطون لا يعرّف ماهية الأشياء الفاضلة، يصبح ربط الفضيلة الأفلاطونية بفكرة الواحد يسهل للعلماء شرح كيفية ربط الفضيلة بالعالم المادي.  وفقا لهذه الفلسفة، فانتماء أي كائن وجودي للفضيلة يجب أن تكون واحدة وان تكون سليمة الانسجام والتجانس لتكون في شكل سليم.
رفض الفيلسوف رافائيل فيربير فكرة أرسطو القائلة بأن «الفضيلة» هي «الواحد» وكتب بأن لشكل الفضيلة تناقض ذاتي. واضاف فيربير أنه يمكن تعريف فضيلة أفلاطون وبنفس الوقت غير محددة أي ان تكون في حالة من «الوجود» و «عدم الوجود».

## تأثير مبدء شكل الفضيلة الافلاطونية
تتخلل كتابات أفلاطون حول الفضيلة والعدالة خلال التراث الفلسفي الغربي. تأثرت مباديء أفلوطين، مؤسس الأفلاطونية الحديثة، بافكار الفضيلة بشكل كبير. فالـ 'واحد'، بالنسبة له، مساوي 'للفضيلة' لأنه يصف، في نهاية المطاف، الوجودية الحقة. فالـ 'واحد' هو، بنفس الوقت، 'مسبب لنفسه وسبب كل شيء آخر في الكون'. وشرح أفلوطين فكرته بمقارنة الـ 'واحد' كنور وضاح تماما مثلما فعل أفلاطون مع شكل الفضيلة. وبسبب شيوع المدرسة الأفلاطونية الحديثة، أصبح عامل مهم في تفسير الفلسفة الأفلاطونية حتى القرن ال19. ونظر علماء اللاهوتية الاوائل من المسيحيين والمسلمين واليهودي إلى الأفكار الأفلاطونية من خلال عدسة أفلوطين.
وفسر الفارابي، من الفلاسفة المسلمين الاوائل الفضيلة في كتابه: «الجمع بين رأيي الحكيمين أفلاطون الإلهي وأرسطو طاليس الطبيعي» مستعملا مصطلح «الافعال الجميلة»:
| شكل الفضيلة | والسعادة هي أن تصير نفس الإنسان من الكمال في الوجود بحيث لا تحتاج في قوامها إلى مادة، وذلك أن تصير في جملة الأشياء البريئة عن الأجسام، وفي جملة الجواهر المفارقة للمواد، وأن تبقى على تلك الحال دائماً أبداً، إلا أن رتبتها تكون دون رتبة العقل الفعال، وإنما تبلغ ذلك بأفعال إرادية، بعضها أفعال فكرية وبعضها أفعال بدنية، وليست بأي أفعال اتفقت، بل بأفعال محدودة مقدرة تحصل عن هيئات ما وملكات ما مقدرة محدودة. وذلك أن من الأفعال الإرادية ما يعوق عن السعادة، والسعادة هي الخير المطلوب لذاته، وليست تطلب أصلاً ولا في وقت من الأوقات لينال بها شيء آخر؛ وليس وراءها شيء آخر أعظم منها يمكن أن يناله الإنسان. والأفعال الإرادية التي تنفع في بلوغ السعادة هي الأفعال الجميلة. والهيئات والملكات التي تصدر عنها هذه الأفعال هي الفضائل؛ وهذه ليست خيراً لذاتها، بل لما تجلب من سعادة. والأفعال التي تعوق عن السعادة هي الشرور والأفعال القبيحة. والهيئات والملكات التي تصدر عنها هذه الأفعال هي النقائص والرذائل والخسائس | شكل الفضيلة |